# 其实 (商人)
其实（1970年10月—），原名沈军，中国亿万富翁，东方财富网创始人，第十四届全国人大代表。有上海交通大学的学士学位以及复旦大学管理學院的EMBA学位。截至2020年8月，福布斯估计他的净资产为77亿美元。现居上海。